# Aloe lepida
Aloe lepida é uma espécie de liliopsida do gênero Aloe, pertencente à família Asphodelaceae.